# Ławkosody
Ławkosody (lit. Lauko Soda) – miasteczko na Litwie, położone w okręgu telszańskim i w rejonie telszańskim. Liczy 177 mieszkańców (2001).
W 1667 roku należały do dóbr stołowych kapituły żmudzkiej, położone były w powiecie żorańskim. 